# DeForest Kelley
Jackson DeForest Kelley (20. ledna 1920 Toccoa, Georgie – 11. června 1999 Woodland Hills, Kalifornie) byl americký herec.
Jeho filmovým debutem byl snímek Fear in the Night z roku 1947. Následně hrál v mnoha dalších filmech, často byl obsazován do westernů. Jeho zřejmě nejznámější rolí je Leonard „Kostra“ McCoy ze sci-fi seriálu Star Trek (1966–1969), ve kterém byl jednou z hlavních postav. V animovaném seriálu Star Trek (1973–1974) namluvil tutéž postavu. Jako doktor McCoy se objevil i v prvních šesti filmech na motivy Star Treku (1979–1991) a zahrál i cameo roli v prvním díle seriálu Star Trek: Nová generace „Střetnutí na Farpointu“ (1987), kde vystoupil již jako admirál Hvězdné flotily.
Kelley zemřel 11. června 1999 na rakovinu žaludku, jeho popel byl rozptýlen do Tichého oceánu. Manželka Carolyn, se kterou se oženil v roce 1949, zemřela v říjnu 2004.
Má hvězdu na Hollywoodském chodníku slávy.